# Хуліо Делі Вальдес
Хуліо Сесар Делі Вальдес (ісп. Julio César Dely Valdés, нар. 12 березня 1967, Колон) — панамський футболіст, що грав на позиції нападника. По завершенні ігрової кар'єри — тренер, з 2019 року очолює тренерський штаб збірної Панами. Брат-близнюк Хорхе Делі Вальдеса та молодший брат Армандо Делі Вальдеса.
Виступав, зокрема, за клуб «Насьйональ», а також національну збірну Панами.
Чемпіон Уругваю. Володар Кубка Кубків УЄФА. Володар Кубка Інтертото.

## Клубна кар'єра
Народився 12 березня 1967 року в місті Колон. Вихованець юнацьких команд футбольних клубів Atlético Coló, Bandiera та Atlético Colón.
У дорослому футболі дебютував 1987 року виступами за команду аргентинського клубу «Депортіво Парагвайо», в якій провів один сезон, взявши участь у 33 матчах чемпіонату.
Своєю грою за цю команду привернув увагу представників тренерського штабу уругвайського «Насьйоналя», до складу якого приєднався 1989 року. Відіграв за команду з Монтевідео наступні чотири сезони своєї ігрової кар'єри. Більшість часу, проведеного у складі «Насьйоналя», був основним гравцем атакувальної ланки команди. У складі «Насьйоналя» був одним з головних бомбардирів команди, маючи середню результативність на рівні 0,52 гола за гру першості. За цей час виборов титул чемпіона Уругваю.
Згодом з 1993 по 2003 рік грав у Європі — спочатку в Італії за «Кальярі», згодом у французькому «Парі Сен-Жермен», у складі якого став володарем Кубка Кубків УЄФА, а потім провів по три сезони у складі іспанських «Реал Ов'єдо» та «Малага». З останньою ставав володарем Кубка Інтертото.
2003 року знову деякий час грав за  та «Насьйональ». Завершив професійну ігрову кар'єру у клубі «Арабе Унідо», за команду якого виступав протягом 2004—2006 років.

## Виступи за збірну
1990 року дебютував в офіційних матчах у складі національної збірної Панами. Протягом кар'єри у національній команді, яка тривала 16 років, провів у формі головної команди країни лише 32 матчі, забивши 22 голи.
У складі збірної був учасником розіграшу Золотого кубка КОНКАКАФ 2005 року у США, де разом з командою здобув «срібло», розіграшу Золотого кубка КОНКАКАФ 2011 року у США, розіграшу Золотого кубка КОНКАКАФ 2013 року у США, де разом з командою здобув «срібло».

## Кар'єра тренера
Розпочав тренерську кар'єру відразу ж по завершенні кар'єри гравця, 2006 року, очоливши тренерський штаб однієї з юнацьких збірних Панами.
2007 року став головним тренером молодіжної збірної Панами, з якою також пропрацював лише один рік.
Згодом протягом 2010–2013 років очолював тренерський штаб головної збірної Панами.
Протягом тренерської кар'єри також очолював команду клубу «Арабе Унідо», а також входив до тренерського штабу «Малаги» (у 2008–2010 роках).
Наступним місцем тренерської роботи був сальвадорський клуб «Агіла», головним тренером команди якого Хуліо Сесар Делі Вальдес був протягом 2015 року.
Згодом повернувся до Іспанії, де знову приєднався до клубної структури «Малаги», зокрема тренував команду дублерів «Атлетіко Малагеньйо».
2019 року удруге був призначений головним тренером національної збірної Панами, того ж року керував її діями на Золотому кубку КОНКАКАФ, де панамці вийшли до плей-оф, поступившись там у чвертьфіналі збірній Ямайки.

## Досягнення
- Чемпіон Уругваю:

«Насьйональ»: 1992
- Володар Суперкубка Франції:

«Парі Сен-Жермен»: 1995
- Володар Кубка Кубків УЄФА:

«Парі Сен-Жермен»: 1995-96
- Володар Кубка Інтертото:

«Малага»: 2002
- Срібний призер Золотого кубка КОНКАКАФ: 2005, 2013